# 应尚德
应尚德（1887年—？），字潤之，浙江奉化人
，中华民国学者、外交家。

## 生平
大清光緒十三年（1887年），生于浙江省宁波府奉化县里应村（今属宁波市奉化区萧王庙街道）。早年赴上海，畢業於上海中西書院（后为东吴大学）。
毕业后，赴美國留學。入读胡思托大學，獲得理学學士學位。后又入读哥倫比亞大學，獲得文学碩士學位。
回國後，歷任南京金陵大學教授，天津南開大學教授。民国八年（1919年）5月7日，曾参与南京请愿，南京中等以上学校在鸡鸣寺召开国民大会，金陵大学的应尚德被推举为副会长，会议致电北洋政府，声援北京学生，要求尊重大学，释放五四运动中被捕学生。弟子沈宗瀚等。曾参与筹建南京学界联合会，时任金陵大学教授应尚德出任会长。1922年，南开大学成立生物学系（今南开大学生命科学院的前身），应尚德教授出任系主任。南开大学教授期间，曾与李济、蒋廷献教授南开中学英文，担任英文比赛裁判。
又曾经商，先后担任紐約裕黔公司經理，京奉鐵路山海關鐵工廠協理等职。曾担任津浦鐵路管理局秘書，國民政府外交部簡任秘書，兼任外交部總務司電報科科長、典職科科長、總務司幫辦、條約委員會顧問等职务。
1931年3月，出任中华民国外交部總務司司長。同年12月，去職。1932年3月，復出任外交部總務司司長。1933年12月，再次去職。1936年，外放美国，出任中华民国駐美國大使館參事。1938年9月，調代駐尼加拉瓜馬拉瓜總領事。1939年8月，出任中华民国駐馬拉瓜總領事。1938年10月，陪同胡适访问美国首都华盛顿特区。1945年8月，加公使銜（相当于现今之“大使”衔）。1948年去職。

## 家庭
弟弟应尚才、应尚能